# Base Aérea de Batajnica
La Base Aérea de Batajnica (en serbio: Aerodrom Batajnica, cirílico: Аеродром Батајница) es un aeropuerto de Serbia, situado entre las ciudades de Batajnica y Nova Pazova, a unos 20 km al noroeste de Belgrado. Es una base militar de las Fuerzas Armadas de Serbia, y el único aeropuerto del país con dos pistas de asfalto.

## Historia
La construcción del aeropuerto militar se inició en 1947 y finalizó en 1951, año en que fue inaugurado oficialmente. Su finalidad era proteger a la ciudad de Belgrado en caso de cualquier ataque aéreo. Batajnica albergaba el 204.º Regimiento de cazas, el 138.º Regimiento de Transporte de Aviación y otras unidades de la Fuerza Aérea de Yugoslavia. 
En 1999, durante el bombardeo de la OTAN sobre Yugoslavia, el aeropuerto fue bombardeado casi todos los días, y sufrió graves daños. 
En junio de 2006, dos F-16, que formaban parte de la fuerza de EE. UU. estacionada en Europa, visitaron la base aérea de Batajnica. Era la primera vez después de más de 20 años que aviones norteamericanos de combate aterrizaban en un aeropuerto militar serbio, lo que fue visto como un renacimiento de la cooperación militar entre los dos países. 
El aeropuerto se utiliza con frecuencia para salones de aviación y exposiciones. Es además la sede de 22 aviones de combate MiG-21, 20 aeronaves de ataque ligero G-4 Super Galeb, 12 Utva 75 de formación básica y una serie de aviones de carga militar y helicópteros de las Fuerzas Aéreas de Serbia.

## Futuro aeropuerto

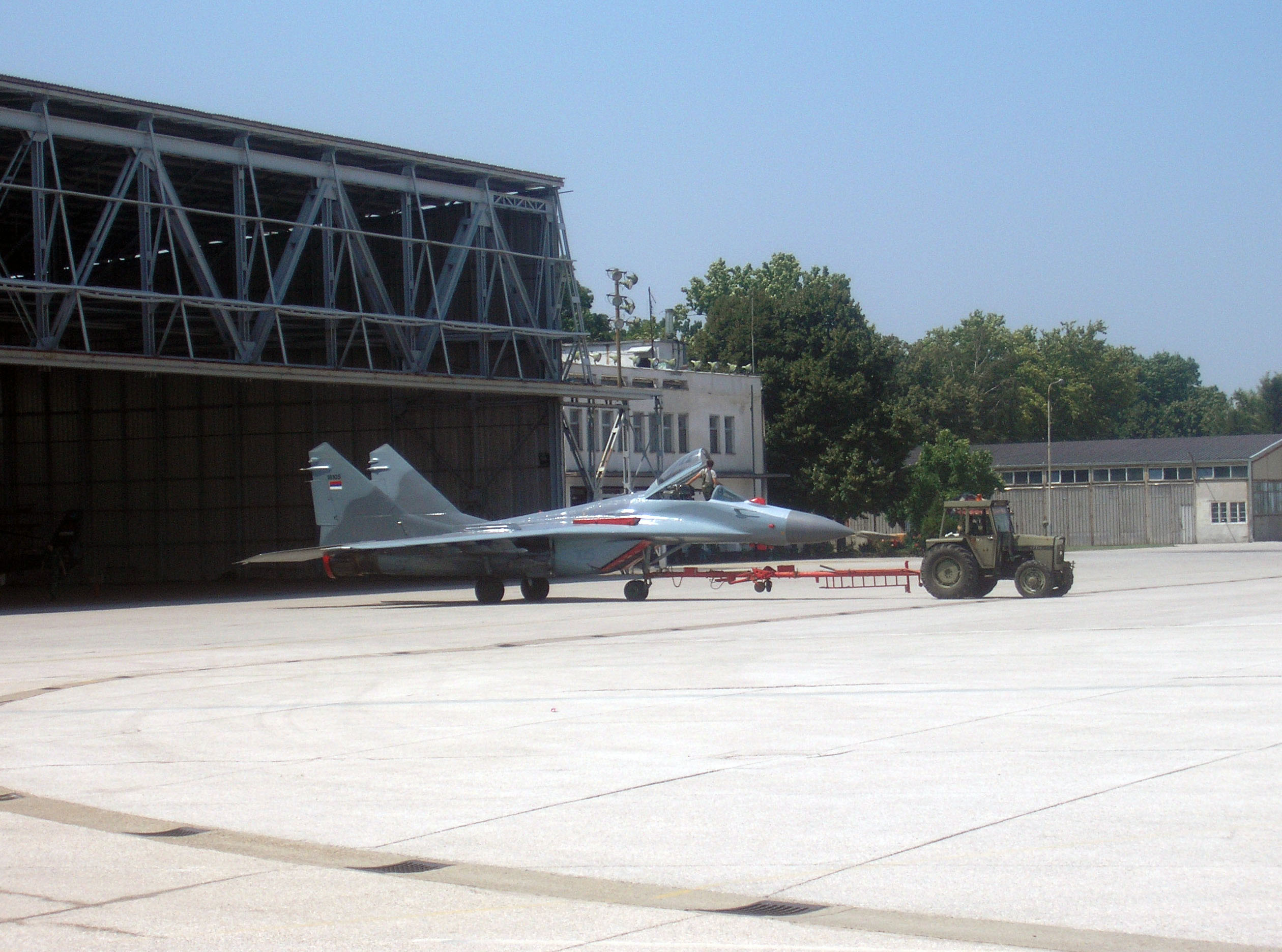
Un MiG-29 de las Fuerzas Aéreas de Serbia, saliendo de un hangar de la Base Aérea de Batajnica.

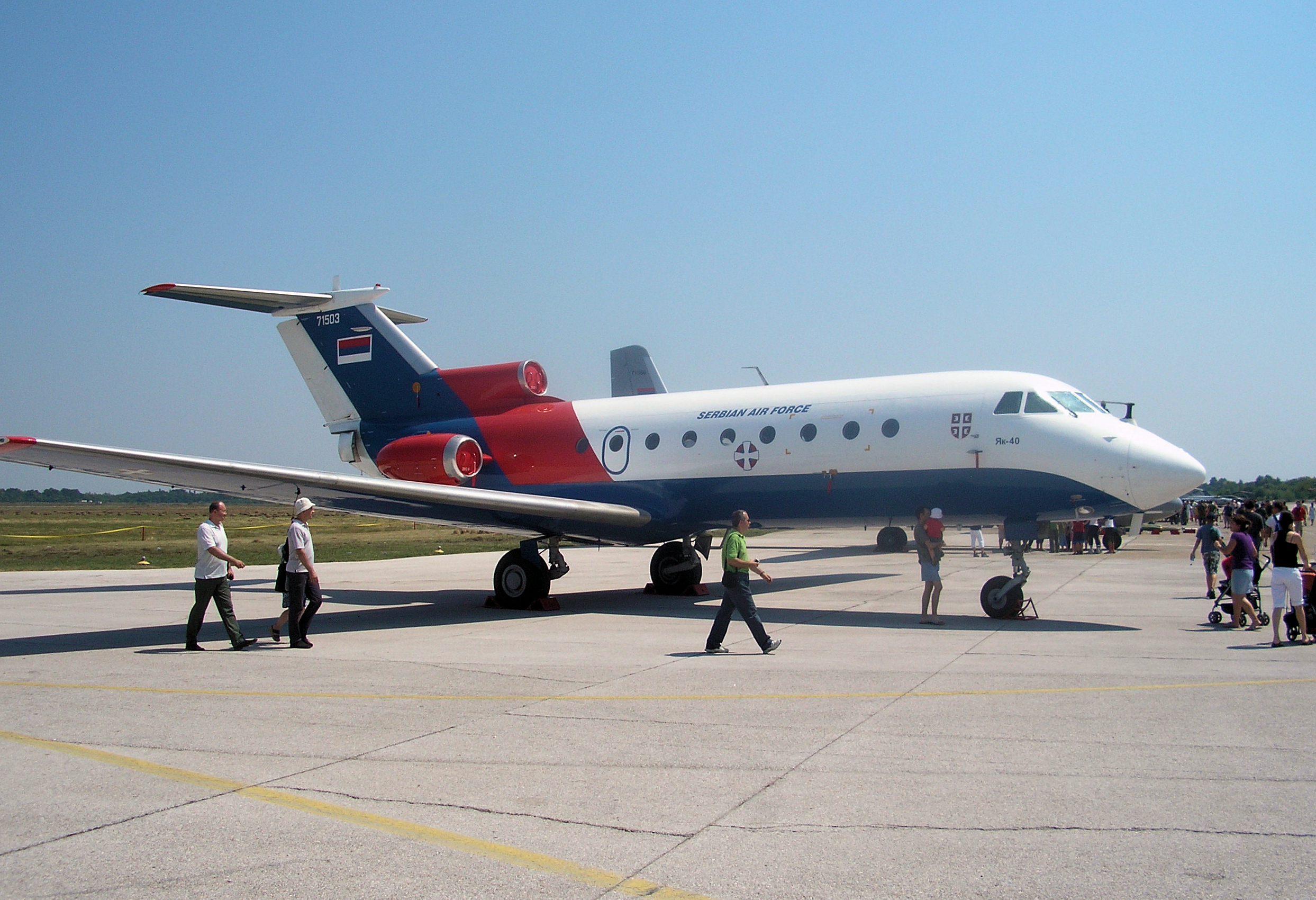
Un Yak-40, con los colores de la bandera de Serbia.

El equipo de la Dirección de Aviación Civil visitó el aeropuerto de Batajnica y formuló un plan con las reformas necesarias para su uso como aeropuerto civil (compañías aéreas de bajo coste). En enero de 2008, una de las 3 pistas de aterrizaje, que fue gravemente dañada durante los ataques de la OTAN, fue reconstruida con este fin. 
Se espera que 670 millones de dinares sean invertidos para hacer del aeropuerto de Batajnica un conjunto civil y militar. En un primer momento, el aeropuerto será utilizado para aviones de carga, y posteriormente para vuelos de pasajeros. Uno de los motivos es que muchas compañías prefieren utilizar el Aeropuerto Constantino el Grande de Niš antes que el Aeropuerto de Belgrado-Nikola Tesla debido a sus menores tasas. También se sugiere que la Base Aérea de Batajnica, una vez que esté disponible para uso civil, sea utilizado como una alternativa para el aeropuerto de Belgrado debido a las mejores condiciones climáticas.

## Servicio
El aeropuerto es utilizado por la fuerza aérea serbia y por una escuela de aviación. Es la sede de la 204.ª Base Aérea y del centro militar de pruebas de vuelo. 
Escuadrones de la 204.ª Base Aérea: 
- 101.lae (escuadrón de cazas)
- 252.mae (escuadrón mixto de aviación)
- 138.mtae (escuadrón mixto de aviación)